# Mural Retablo de la Independencia
El retablo de la Independencia de México, es un fresco sobre muro directo de Juan O'Gorman, pintado del año 1960 al 1961.
En 1957, el entonces director del Museo Nacional de Historia, Antonio Arriaga, pensó que una forma eficaz de difundir la historia de México, era a través del muralismo y decidió comenzar un proyecto que reflejara la historia de la Independencia mexicana. La idea de realizar esta pintura de grandes dimensiones, se debe a la carencia de documentos y obras relativas a la época de la Independencia, ya que los insurgentes fueron muy perseguidos y lo caótico de la situación causó la pérdida de muchos elementos históricos. 
La responsabilidad del mural recayó sobre Diego Rivera, quien diseñó el lugar donde se pintaría. Auxiliado por su hija Ruth, el maestro se dedicó a recopilar retratos y dibujos de los personajes que representaría en el mural. Por desgracia, el artista enfermó y murió antes de arrancar la labor pictórica. 
El 19 de septiembre de 1960, la revista Tiempo publicó un artículo escrito por Juan O'Gorman acerca de la elaboración del mural Retablo de la Independencia de México, en él, el pintor cuenta que el proyecto fue concebido originalmente para Diego Rivera; sin embargo, su muerte obligó a Arriaga a buscar un reemplazo, así que encargó la obra a O'Gorman. 
Juan O’Gorman retomó el proyecto y rehízo la investigación iconográfica desde su propia iniciativa. 
El mural abarca temas históricos de 1784 a 1814 y está dividido en cuatro diferentes etapas de la lucha por la Independencia.
En una época donde los medios de comunicación superaron las formas narrativas de la pintura mural, debían incorporarse dentro de la pintura, elementos fáciles de identificar. En una superficie cóncava, O'Gorman realizó una secuencia descriptiva que va de izquierda a derecha. Desde una perspectiva paisajística, se marca el ambiente de cada época: las montañas, los campos, la Alhóndiga de Granaditas, otras construcciones de Guanajuato y las playas de Guerrero. Al centro, aparece la figura de Hidalgo, aludiendo al Grito de Dolores con el estandarte de la Virgen de Guadalupe, adoptada como patrona del Ejército Insurgente.
En palabras del pintor, el extremo izquierdo del muro representa el periodo colonial, previo a la insurrección independentista. Muestra las contrastantes condiciones de vida entre el pueblo y sus gobernantes, representa también la decadencia total de los peninsulares y de las clases acomodadas, así como la explotación del pueblo que vivía en la miseria, situación que predominaba a finales del siglo XVIII. También aparecen los personajes que contribuyeron ideológicamente a la gesta independentista y destaca los rostros de cada uno de los protagonistas. En esta sección aparecen bajo la bandera española tres figuras importantes de la clase dirigente: el escritor y político Lucas Alamán, el general Félix María Calleja y el obispo Manuel Abad y Queipo; junto a ellos puede observarse un grupo de aristócratas ibéricos con dos personajes reconocibles: el conde de Moctezuma y el virrey de Iturrigaray, llamado Virrey Bandido por los insurgentes. Leona Vicario, , Matamoros, Galeana y los congresistas de Apatzingán también están presentes. O'Gorman quiso enfatizar la presencia de fray Servando Teresa de Mier y de Alejandro Von Humboldt.
En la parte superior de esta misma sección se observa una hacienda de beneficio que representa el sustento económico del país, la agricultura y la minería. Junto a la hacienda está pintado un pequeño pueblo, asiento de una desamparada población trabajadora. El hombre montado sobre un caballo blanco es un capataz, es decir, la persona que se dedicaba a vigilar y maltratar a los indígenas, y a quien el autor pinta con cara de demente pues considera que sólo un enfermo podía cumplir con ese encargo. Atrás de él, en los patios de una hacienda, unos peones trituran el metal extraído de las minas. Esta primera sección ilustra, a grandes rasgos, algunos aspectos del México de fines de la Colonia.
La segunda etapa de la narración histórica de este mural incluye a algunos precursores ideológicos y políticos situados bajo un edificio de construcción neoclásica que simboliza la Revolución Francesa y el Enciclopedismo. Ahí se representa la cultura y el avance científico y filosófico de la época. Esta construcción se ve coronada por algunas torres y cúpulas de iglesias; de esta manera se ilustra el doble carácter ideológico de estos pensadores: por un lado, hombres de ciencia e ilustrados y, por el otro, cristianos, algunos de ellos sacerdotes. La religión católica desempeñó un papel muy importante en la guerra de Independencia como vínculo fundamental entre el pueblo mexicano; esto explica el hecho de que muchos de los dirigentes de esta lucha hayan sido sacerdotes.
Las figuras que sobresalen en esta sección son algunos escritores de la época, algunos científicos naturalistas y un amplio grupo de sacerdotes liberales; aparece también el licenciado Primo de Verdad, alcalde de la ciudad, vestido con una casaca azul, que muestra con sus manos las condiciones de miseria del pueblo; también puede verse al señor Ramón Arizpe, quien está vestido como impresor y lleva unos lentes en la frente; él estuvo encargado de imprimir la propaganda insurgente en sus inicios. El edificio ubicado en el costado derecho de la gran construcción neoclásica es la Alhóndiga de Granaditas y, justo atrás, se observa el pueblo de Guanajuato y la iglesia de Dolores Hidalgo, donde fungía como párroco el exrector de la Universidad de Valladolid, don Miguel Hidalgo y Costilla. Esta sección ilustra de manera general los lugares, los personajes y los pensamientos que antecedieron y sustentaron la guerra de Independencia.
La tercera etapa está referida al movimiento propiamente dicho. La figura principal en esta área es el cura Hidalgo, el cual aparece dos veces: una como se le conoce comúnmente y la otra más joven y en traje de campaña, portando el estandarte de la Virgen de Guadalupe. El Hidalgo que lleva en su mano la antorcha como símbolo de libertad, también sostiene el decreto de Guadalajara, importante documento en el que este luchador proponía la abolición de la esclavitud y el reparto justo de la tierra. Aparecen también varios de los personajes que tomaron parte activa en la guerra de Independencia, mezclados con el pueblo mexicano, que se representa con figuras que abarcan todos los tipos y castas existentes entonces. Así se da a entender que fue todo el pueblo quien participó contra la opresión española.
O' Gorman declaró a la Revista Tiempo lo siguiente:
Representé a Hidalgo abriendo las puertas de la Independencia para México, inspirándome en la magnífica historia sobre la Independencia de Lucas Alamán. Hay dos Hidalgos con las manos cruzadas porque hay dos aspectos importantes del padre de nuestra Patria. El primero es el que conoce todo el pueblo: el sacerdote de pelo cano, con la casaca negra. El segundo, el Zorro, el intelectual, culto, humanista, revolucionario, conocedor de las teorías de Baboeuf y Diderot. El cúmulo de personajes dan la impresión de ir a la feria y no a la guerra. Esto significa para México su independencia.
En esta sección aparecen algunas banderas de la época: la de Aculco, que  está pintada dos veces para mostrar el anverso y el reverso; el Doliente de Hidalgo, y un estandarte con la Virgen de Guadalupe en señal de adopción como patrona del Ejército Insurgente, que jugó un papel muy importante como aglutinador de intereses comunes.
En el mural también se observan escenas cristológicas: la crucifixión de un desposeído o un hombre atado a una columna y pueden leerse frases religiosas. Vemos al indígena, con todo el drama de su explotación, representado por O’Gorman como un vía crucis que inicia con la agonía del hombre en la columna y continúa mostrando la miseria y la tristeza del pueblo que entierra al hijo que no puede crecer, en presencia de una mujer que de niña pasa a anciana sin haber vivido su juventud, y culmina con el hombre crucificado por la explotación, la injusticia y la represión.

El desenlace del mural está representado por el Congreso de Chilpancingo, donde figura José María Morelos con el documento Sentimientos de la Nación. Morelos está retratado ahí dos veces: una en traje de campaña, semejante a la vestimenta de los chinacos y otra vestido como general; la única vez que vistió así fue para asistir al Congreso Constituyente. En esta sección aparecen algunos de los personajes más distinguidos, tanto política como militarmente, de esa fase del movimiento; entre ellos Guadalupe Victoria, primer presidente de la República independiente. Los congresistas constituyentes se encuentran sentados; sólo tres son retratos fieles, el resto son invenciones del autor a causa de la inexistencia de material iconográfico. Estas figuras portan extractos del manifiesto de Morelos, Sentimientos de la Nación. 
 Quise hacer patente cómo entendieron Hidalgo y Morelos la lucha libertaria; el primero en forma vertical, violenta y casi romántica en contraposición con el segundo: horizontal, estratégica, racional y científica
Al fondo, se ve un pueblo en llamas que ejemplifica una de las múltiples batallas que tuvieron lugar en el país. Hasta el fondo se observa el puerto de Acapulco con el Fuerte de San Diego, un sitio estratégico en su momento. El pendón de la derecha tiene una leyenda que dice: Con los ojos y las garras se llega a la victoria. Debajo de éste se observa montado a caballo a Vicente Guerrero, consumador de la Independencia. El paisaje pretende abarcar todas las zonas del país y los tipos geográficos, desde las altas cordilleras hasta las costas, para señalar que la lucha de independencia se generalizó a todo el territorio. Finalmente, la luna del costado izquierdo y el día que nace en el derecho dan la idea de que el mural abarca un día simbólico en el que México pasó de la oscuridad de la dominación española a la luz de su autonomía.